# Горња Превија
Горња Превија је насељено мјесто у општини Рибник, Република Српска, БиХ. Према попису становништва из 1991. у насељу је живјело 163 становника.

## Становништво
| Националност       | 1991. | 1981. | 1971. | 1961. |
| Срби               | 163   | 235   | 252   | 241   |
| Југословени        |       |       | 2     |       |
| Муслимани          |       |       | 2     |       |
| остали и непознато |       |       |       |       |
| Укупно             | 163   | 235   | 256   | 241   |

| Демографија | Демографија | Демографија |
| Година      | Становника  | Становника  |
| ----------- | ----------- | ----------- |
| 1961.       | 241         |             |
| 1971.       | 256         |             |
| 1981.       | 235         |             |
| 1991.       | 163         |             |